# اولنا یاتسنکو
اولنا یاتسنکو (انگلیسی: Olena Yatsenko؛ زادهٔ ۴ اکتبر ۱۹۷۷) بازیکن هندبال اهل اوکراین است.